# Альмиранте Латорре (линкор)
Альмира́нте Латорре (исп. Almirante Latorre) — чилийский Линкор, построенный по заказу Чили в Великобритании. Спущен на воду в 1913 году.
Иногда относится к типу «модифицированный» «Iron Duke». Первоначально он и «Альмиранте Кохрейн» (исп. Almirante Cochrane) предназначались для Чили, в ответ на планы расширения бразильского и аргентинского флотов. При заказе он был назван «Вальпараисо» (исп. Valparaíso), однако ещё до закладки переименован в «Альмиранте Латорре».

## Конструкция

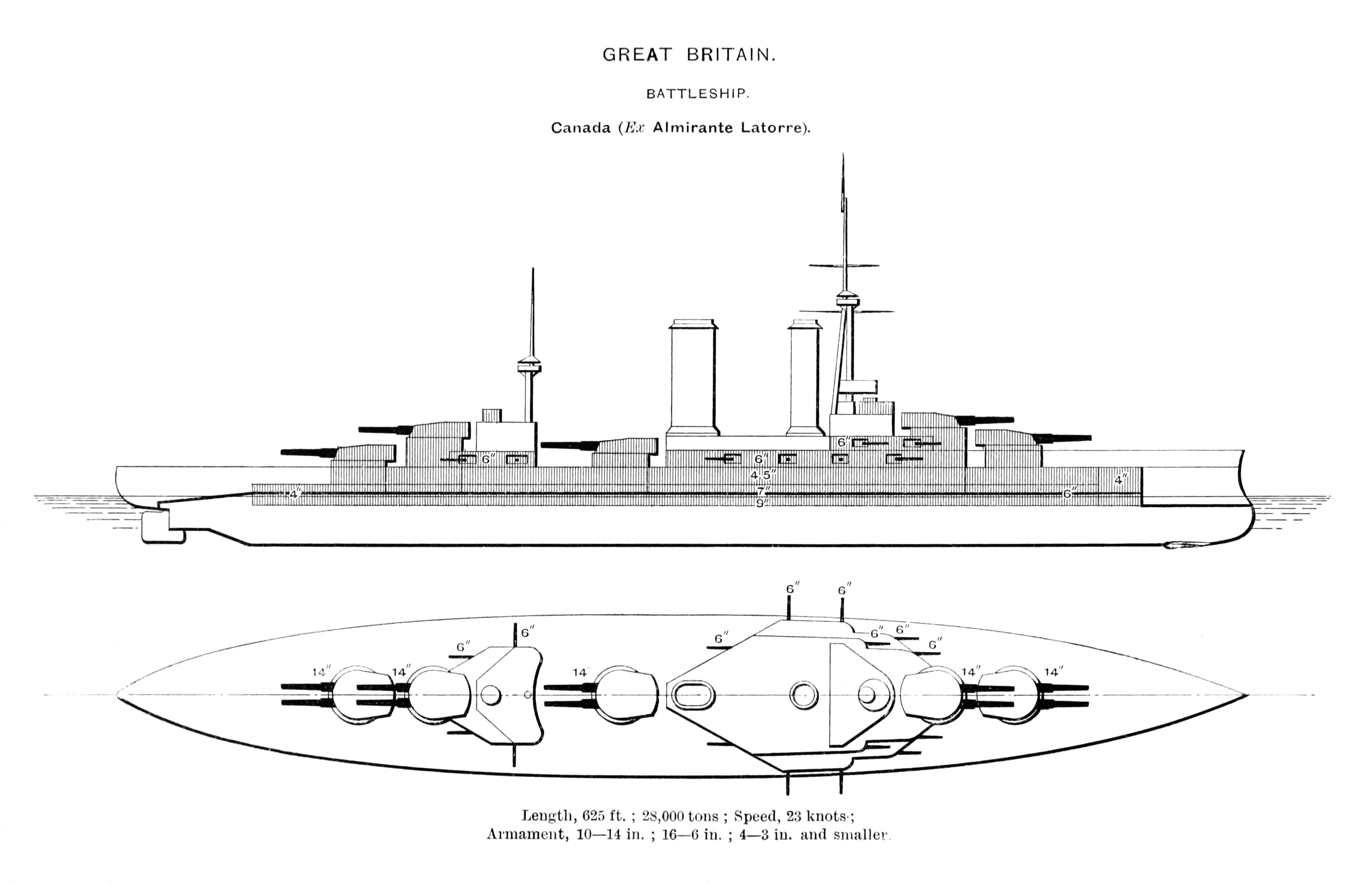
HMS Canada, схема основного вооружения и бронирования (1915)

### Энергетическая установка
Силовая установка была комбинированной и состояла из двух комплектов паровых турбин высокого давления конструкции Брауна-Кертиса активного типа и двух комплектов паровых турбин низкого давления конструкции Парсонса реактивного типа.
Линкоры имели восемь турбин, четыре переднего хода и четыре заднего.
Турбины размещались в трёх турбинных отсеках машинного отделения. Длина каждого отсека машинного отделения составляла 21,34 м. Паровые турбины высокого давления переднего и заднего хода (ТВДПХ и ТВДЗХ) вращали наружные валы и размещались в наружных турбинных отсеках машинного отделения правого и левого борта. На каждом внутреннем валу было установлено по одному комплекту однокорпусных паровых турбин низкого давления переднего и заднего хода (ТНД ПЗХ), располагавшиеся в центральном турбинном отсеке машинного отделения. При нормальном рабочем процессе пар пропускался через турбины высокого давления, затем турбины низкого давления. Давление рабочего пара, поступавшего на распределительную сопловую решетку турбин высокого давления, составляло 15,82 кг/см².

## Служба
В начале Первой мировой войны, когда постройка близилась к концу, выкуплен Великобританией и в 1915 году включён в состав Королевского флота под названием HMS «Canada» (1913). Принимал участие в Ютландском сражении, выпустив 42 14-дюймовых и 109 6-дюймовых снарядов во время боя, потерь и повреждений не имел.

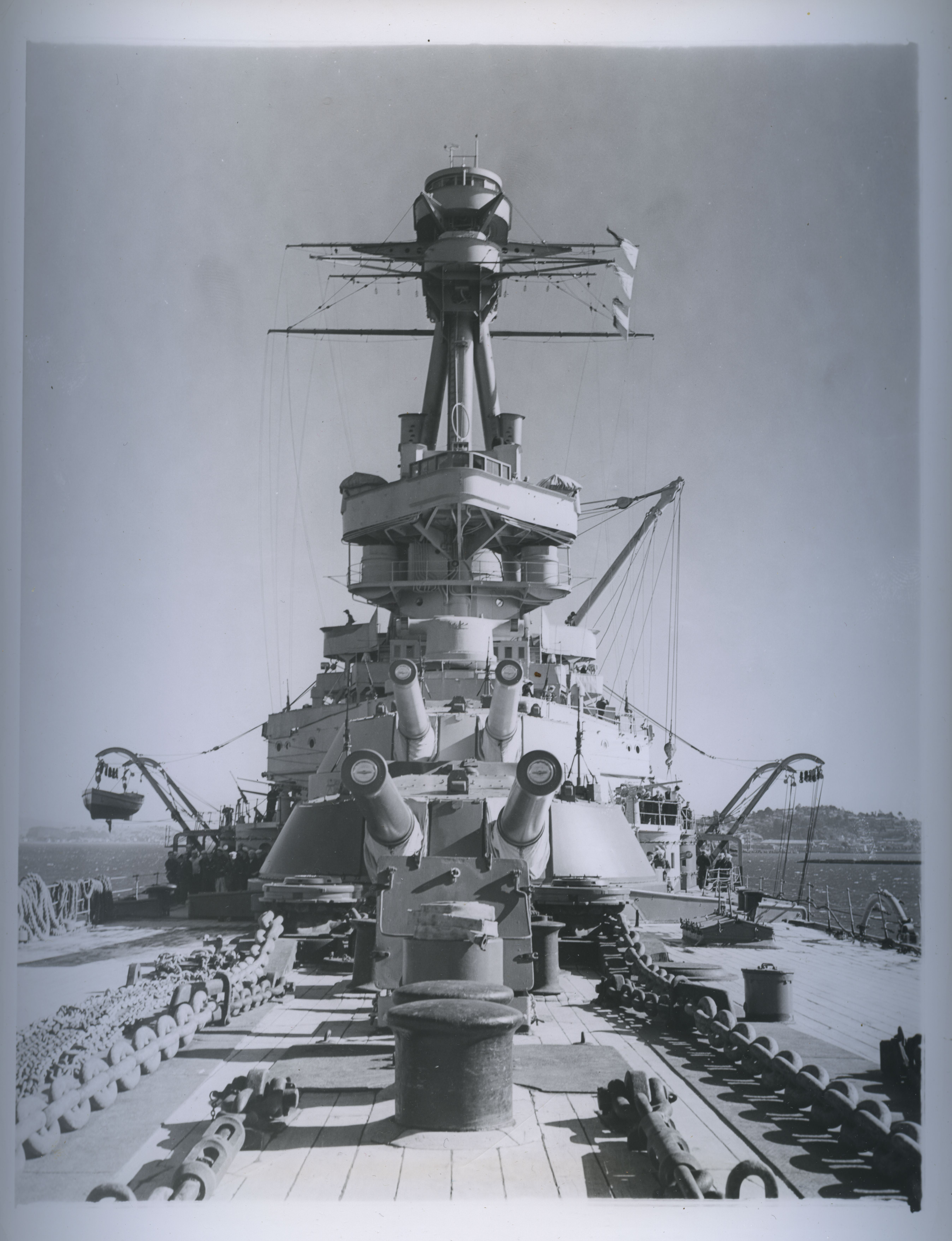
Носовые башни ГК

HMS «Canada» был одним из самых быстроходных линейных кораблей в Королевском флоте, развив на испытаниях 16 мая 1918 года скорость 24,3 узла. Мощность при этом составляла 52 682 л. с. при частоте вращения 335,5 об/мин.

«Альмиранте Кохрейн» также был приобретён Великобританией и перестроен в авианосец «Игл».
В апреле 1920 года «Canada» был повторно продан Чили где, под исходным названием, стал флагманом чилийского флота. В 1959 году разрезан на металл в Японии.